# Élections générales sud-africaines de 1989
Les élections générales sud-africaines du 6 septembre 1989 ont été marquées par la 11e victoire consécutive du Parti national dirigé par le nouveau président sud-africain Frederik de Klerk. 
Ces élections sont les premières et les dernières qui ont concerné les trois chambres du parlement tricaméral : la chambre de l'assemblée soumise au suffrage des Blancs, la chambre des représentants, soumise à celle des Coloureds et la chambre des délégués soumise à celle des Indiens.
Ces élections de 1989 sont historiques car ce sont les dernières élections de l'ère de l'apartheid et de la domination politique des Blancs en Afrique du Sud. Elles sont aussi les dernières élections générales remportées par le Parti national.

## Institutions et mode de scrutin
Inspiré du modèle consociationnel, la constitution sud-africaine de 1983, entrée en vigueur le 3 septembre 1984, établit un régime présidentiel basé sur un parlement tricaméral. En application de cette constitution, seuls les citoyens blancs d'Afrique du Sud, les Coloureds et les indiens, âgés de plus de 18 ans, résidant dans l'une des circonscriptions électorales et non déchus de leurs droits civiques, émargent sur les listes électorales pour leur chambre respective. 
La chambre de l'Assemblée est ainsi composée de 178 membres dont 166 élus par l'électorat blanc, 4 nommés par le Président de la République et 8 élus par les 166 autres membres du parlement sur une base proportionnelle. 

La chambre des représentants est composée de 85 membres dont 80 élus pour 5 ans par l'électorat coloured, 2 nommés par le Président de la République et 3 élus par les 80 autres membres de la chambre sur une base proportionnelle. 

La chambre des délégués est composée de 45 membres dont 40 élus par l'électorat indien, 2 nommés par le Président de la République et 3 élus par les 40 autres membres de la chambre sur une base proportionnelle. 
Ces élections s'effectuent par circonscriptions dans le cadre du scrutin uninominal majoritaire à un tour.

## Contexte électoral
Ces élections générales, annoncées en mai 1989 par le président Pieter Willem Botha, sont organisées en septembre 1989 pour les 3 chambres du parlement. Elles ont cependant lieu par anticipation pour la chambre de l'assemblée laquelle avait été renouvelée en 1987. 

Ces élections sont l'occasion pour le nouveau président Frederik de Klerk (au pouvoir depuis août 1989) d'asseoir sa légitimité au sein de l'électorat blanc et de contrer la poussée irrésistible du Parti conservateur dans l'électorat afrikaner. Contrairement aux campagnes précédentes, le programme que le président de Klerk propose avec le Parti national n'est pas de consolider ou réformer l'apartheid mais tout simplement de l'abroger et de supprimer la notion de race dans les institutions politiques. Le but affiché est ainsi d'instaurer une « véritable démocratie », par la « participation pleine et entière de tous les sud-africains à la direction des affaires du pays », dans le « respect nécessaire des aspirations des groupes », entendus comme un « rassemblement d'individus partageant les mêmes valeurs ». Le projet présenté promet également d'instaurer une égalité de tous devant la loi. 
Le Parti conservateur s'oppose pour sa part à toutes discussions avec les dirigeants noirs de mouvements politiques interdits, propose l'auto-détermination pour les différents groupes raciaux reconnus, la partition de l'Afrique du Sud et la constitution d'un état blanc. Il reçoit un soutien de plus en plus important au sein de l'électorat afrikaner, notamment celui des ouvriers, des employés et des petits fonctionnaires (sensibles à toute évolution de la législation sociale) ainsi que dans l'électorat rural des régions où le poids démographique des blancs est particulièrement bas. 
De son côté, le Parti progressiste fédéral et les divers mouvements d'oppositions libéraux (comme le Parti indépendant de Denis Worrall et le mouvement national démocratique d'Alex Boraine) se sont regroupés au sein du Parti démocratique à la direction collégiale. Le parti soutient l'égalité des droits de tous les citoyens d'Afrique du Sud et la fin des discriminations comme gages de la sécurité et de la prospérité du pays et de ses citoyens.

## Résultats

### Résultats à la chambre de l'assemblée
Le Parti national recule fortement et perd 29 sièges à la chambre de l'assemblée. Pour la première fois depuis les élections de 1961, il passe sous la barre de 50% de suffrages. Pire pour lui, dans l'électorat afrikaner, il n'obtient que 46 % des suffrages, tout juste devant le Parti conservateur (45 %). Il devient néanmoins le premier parti politique de l'électorat anglophone (50 % des voix). Le mouvement d'Andries Treurnicht apparait de prime abord comme le grand gagnant des élections en remportant 17 sièges supplémentaires, témoignant ainsi de l'attachement à l'apartheid de plus de 30 % de l'électorat blanc (45 % des Afrikaners et 7,5 % des blancs anglophones). Mais en fait, ce soutien est minoritaire et le Parti conservateur est isolé car le Parti national s'est engagé sur un programme réformiste et le Parti démocratique, opposé à l'apartheid, progresse également en voix obtenant 14 sièges supplémentaires (42 % des voix anglophones et 9 % des voix afrikaners). Pour Frederik de Klerk, additionnant les voix du Parti démocratique et du Parti national, les partisans des réformes l'ont donc emportés. 
Concurrencé par le Parti conservateur, le Parti national reconstitué, représentant les partisans les plus radicaux de l'apartheid, s'effondre en obtenant le plus faible score de son histoire. 
Sur les 12 sièges supplémentaires, 9 vont au Parti national, deux au Parti conservateur et un siège au Parti démocratique.
Au total, le Parti national se retrouve avec une majorité de 103 sièges contre 41 au Parti conservateur et 34 au Parti démocratique.
|                           |                                  |                              |                              |                              |        |               |  |  |  |  |  |  |  |  |
| Partis                    | Partis                           | Votes                        | %                            | +/-                          | Sièges | +/-           |  |  |  |  |  |  |  |  |
|                           | Parti national (NP)              | 1 039 704                    | 48,19                        | 4,07                         | 94     | 29            |  |  |  |  |  |  |  |  |
|                           | Parti conservateur (CP)          | 680 131                      | 31,52                        | 4,92                         | 39     | 17            |  |  |  |  |  |  |  |  |
|                           | Parti démocratique (DP)          | 431 444                      | 20,00                        | 5,98                         | 33     | 14            |  |  |  |  |  |  |  |  |
|                           | Parti national reconstitué (HNP) | 5 416                        | 0,25                         | 2,81                         | 0      | en stagnation |  |  |  |  |  |  |  |  |
|                           | Indépendants                     | 898                          | 0,04                         | 1,28                         | 0      | 1             |  |  |  |  |  |  |  |  |
|                           | Élections indirectes             | Élections indirectes         | Élections indirectes         | Élections indirectes         | 8      | en stagnation |  |  |  |  |  |  |  |  |
|                           | Nominations par le Président     | Nominations par le Président | Nominations par le Président | Nominations par le Président | 4      | en stagnation |  |  |  |  |  |  |  |  |
|                           |                                  |                              |                              |                              |        |               |  |  |  |  |  |  |  |  |
| Votes valides             | Votes valides                    | 2 157 593                    | 99,52                        |                              |        |               |  |  |  |  |  |  |  |  |
| Votes blancs et invalides | Votes blancs et invalides        | 10 336                       | 0,48                         |                              |        |               |  |  |  |  |  |  |  |  |
| Total                     | Total                            | 2 167 929                    | 100                          | –                            | 178    | en stagnation |  |  |  |  |  |  |  |  |
| Abstentions               | Abstentions                      | 952 175                      | 30,52                        |                              |        |               |  |  |  |  |  |  |  |  |
| Inscrits/Participation    | Inscrits/Participation           | 3 120 104                    | 69,48                        |                              |        |               |  |  |  |  |  |  |  |  |

### Résultats à la chambre des représentants
À la chambre des représentants, le Parti travailliste du Révérend Hendrickse remporte 65 % des voix exprimées et 69 des 80 sièges soumis au vote des Coloureds. 
Avec les cinq sièges supplémentaires qui lui sont attribués, le parti de Hendrickse totalise finalement 74 sièges sur les 85 sièges de la chambre des représentants.

### Résultats à la chambre des délégués
| ← 1984 1994→ Partis                     | Votes   | %    | Sièges | Sièges | Sièges | Sièges |
| ← 1984 1994→ Partis                     | Votes   | %    | Élus   | Nommés | Total  | /      |
| --------------------------------------- | ------- | ---- | ------ | ------ | ------ | ------ |
| Solidarity                              | 58 216  | 37,6 | 16     | 3      | 19     | 2      |
| Parti national populaire                | 38 523  | 24,9 | 8      | 1      | 9      | 9      |
| Parti démocratique                      | 10 427  | 6,7  | 3      | 0      | 3      | 3      |
| Parti national fédéral                  | 8 058   | 5,2  | 1      | 0      | 1      | 1      |
| Parti populaire                         | 6 064   | 3,9  | 1      | 0      | 1      | 2      |
| Parti uni                               | 2 712   | 1,8  | 0      | 0      | 0      | 0      |
| Parti populaire du mérite               | 2 078   | 1,3  | 3      | 1      | 4      | 4      |
| Parti progressiste indépendant          | 1 497   | 1    | 0      | 0      | 0      | 1      |
| Parti de la liberté                     | 703     | 0,7  | 2      | 0      | 2      | 2      |
| Parti républicain                       | 701     | 0,7  | 0      | 0      | 0      | 0      |
| Indépendants                            | 24 157  | 15,6 | 6      | 0      | 6      | 2      |
| Votes blancs ou invalides               | 1 388   | –    | –      | –      | –      | –      |
| Total                                   | 154 524 | 100  | 40     | 5      | 45     | 5      |
| Inscrits                                | 663 604 | 23,3 | –      | –      | –      | –      |
| Source: IPU, African Elections Database |         |      |        |        |        |        |

À la chambre des délégués, la situation est confuse du fait d'une pléthore de candidatures. 
Aucun parti ne remporte la majorité absolue des sièges alors que le taux de participation n'est que de 23 % des électeurs inscrits. 
Le Parti national du peuple perd sa prépondérance au profit de son outsider, Solidarity (8,7 % des électeurs inscrits), qui parvient au terme de négociation à former autour de lui une majorité parlementaire au sein de la chambre. Les deux principaux partis de la chambre sont politiquement proches, favorables à la libre entreprise, aux droits de l'homme et aux libertés individuelles et justifient leur participation au parlement tricaméral comme étant un moyen d'améliorer le sort de la communauté indienne et éradiquer l'apartheid.
Avec les cinq sièges supplémentaires qui sont attribués, Solidarity totalise finalement 19 sièges sur les 45 sièges de la chambre des représentants contre 9 au Parti national du peuple, 6 aux indépendants, 4 au Parti populaire du mérite, 3 au Parti démocratique, 2 au Parti de la liberté, 1 au Parti national fédéral et 1 au Parti populaire.